# Lepilemur milanoii
Lepilemur milanoii är en primat i släktet vesslemakier som förekommer på norra Madagaskar. Arten skiljer sig i sina genetiska egenskaper från nära släktingar.
Vuxna exemplar är 220 till 240 mm långa (huvud och bål) och har en ungefär 260 mm lång svans. Ett exemplar vägde 720 g. Ovansidan är täckt av rödbrun päls och undersidans päls är ljusgrå till vit. Även på huvudets topp finns rödbrun päls och den gråbruna pälsen i ansiktet bildar ett mönster som liknar en ansiktsmask. Arten har en otydlig längsgående mörkbrun strimma på huvudets topp och på främre delen av ryggen. Den rödbruna pälsen på låren blir grå fram till underbenet. Lepilemur milanoii har en rödbrun svans.
Utbredningsområdet ligger i norra delen av regionen Diana på Madagaskar. Det uppskattas vara 2600 km² stort. Arten vistas i låglandet upp till 380 meter över havet. Habitatet varierar mellan fuktiga skogar, torra lövfällande skogar och galleriskogar.
Lepilemur milanoii är nattaktiv och klättrar i träd samt hoppar. Antagligen har den främst blad som föda.
Beståndet hotas av landskapsförändringar och av jakt för köttets skull. Troligtvis har gruvdrift i regionen negativ påverkan. IUCN befarar att hälften av hela populationen försvinner under de tre följande generationerna. Arten listas därför som starkt hotad (EN).